# Otto Becker (historiker)
Otto Becker, född 17 juli 1885, död 17 april 1955, var en tysk historiker.
Becker blev professor i Halle 1927 och i Kiel 1931. Han var lärjunge till Hans Delbrück och framstående kännare av Bismarcks in- och utrikespolitik. Becker ansåg att Bismarcks styrka låg i hans utrikespolitiska insatser men menade att hans auktioritära författningspolitik blev orsaken till Tyska rikets sammanbrott efter första världskriget. Becker var starkt kritisk till den utrikespolitik Tyskland slog in på efter Bismarcks avgång. Bland hans främsta verk märks Bismarcks Reichsverfassung und Deutschlands Zusammenbruch (1922), Bedingungen für Deutschlands Wiederaufsteig (1922), Deutschlands Bündnispolitik (1923), Das französisch-russische Bündnis (1925), Weimarer Reichsverfassung und nationale Entwicklung (1931), Der Ferne Oster und das Schicksal Europas 1907-18 (1940) och Bismarcks Ringen um Deutschlands gestaltung (1941).